# Álvaro Fayad Delgado
Álvaro Fayad Delgado   (Ulloa, 24 de juliol de 1946 - Bogotà, 13 de març de 1986) va ser un psicòleg i guerriller colombià d'ascendència libanesa. Va ser membre de la guerrilla de les Forces Armades Revolucionàries de Colòmbia (FARC) i, posteriorment, cofundador i principal dirigent fins al seu assassinat del grup guerriller Moviment 19 d'abril (M-19), en reemplaçament d'Iván Marino Ospina.

## Biografia
El seu pare, dirigent liberal del departament del Valle del Cauca, va ser assassinat durant La Violència. La seva joventut la va viure a Cartago i va estudiar el batxillerat al seminari de Santa Rosa de Cabal. El 1965 ingressà a la Universitat Nacional de Colòmbia per a estudiar psicologia. Allà va conèixer Camilo Torres. Es van fer amics però no van compartir la mateixa militància; mentre el sacerdot se'n va per a l'Exèrcit d'Alliberament Nacional (ELN), Fayad ingressà a la Joventut Comunista Colombiana (JUCO) i allà va conèixer amb Jaime Bateman, de qui diria que «va canviar el rumb de la meva vida».
Amb Bateman ingressà a les Forces Armades Revolucionàries de Colòmbia (FARC), on van romandre fins a finals de 1969, quan van decidir amb altres companys d'ingressar a l'ANAPO i després conformar l'M-19 arran del presumpte frau electoral contra el general Gustavo Rojas Pinilla el 1970.
Amb altres grups guerrillers com l'Exèrcit Popular d'Alliberament (EPL), l'M-19 va conformar la Coordinadora Nacional Guerrillera. Els acords es trencarien amb la batalla de Yarumales entre el desembre del 1984 i el gener del 1985, però es van reprendre després. Fayad es va reunir acompanyat d'Iván Marino Ospina amb la comandància de les FARC-EP representada per Manuel Marulanda i Jacobo Arenas per a pactar la unitat de les guerrilles.
Després de la Novena Conferència de l'M-19, duta a terme al campament de Los Robles (Cauca), entre el 7 i 21 de febrer de 1985, Fayad va assumir la comandància de l'M-19.